# Увала (Источни Дрвар)
Увала је насељено мјесто у општини Источни Дрвар, Република Српска, БиХ. Према попису становништва из 1991. у насељу је живјело свега 33 становника. На попису становништва 2013. године, према подацима Агенције за статистику Босне и Херцеговине пописано  је 38 становника.

## Географија
Село Увала је једно од три насељена мјеста општине Источни Дрвар, а налази у источном дијелу општине. Насеља Горња Увала, Дражићи, Ресановача и Шкрбићи, немају статус насељених мјеста, већ се Уредбом о насељеним  мјестима која чине подручје јединице локалне самоуправе Републике Српске, воде као дијелови насељеног мјеста Увала.

## Религија
Једини вјерски објекат на територији Источног Дрвара је храм Свете Марије Магдалине равноапостолне у селу Увала, који је освештао 4. августа 2016. године, Епископ бихаћко-петровачки Атанасије.

## Становништво
| Националност       | 2013. | 1991. | 1981. |
| Срби               | 38    | 33    | 73    |
| Југословени        |       |       | 1     |
| остали и непознато |       |       |       |
| Укупно             | 38    | 33    | 74    |

| Демографија | Демографија | Демографија |
| Година      | Становника  | Становника  |
| ----------- | ----------- | ----------- |
| 1948.       | 131         |             |
| 1953.       | 166         |             |
| 1961.       | 169         |             |
| 1971.       | 105         |             |
| 1981.       | 74          |             |
| 1991.       | 33          |             |
| 2013.       | 38          |             |